# Zaan
Lo Zaan è un piccolo fiume in Olanda Settentrionale nei Paesi Bassi, che dà il nome a tutto il distretto in cui scorre. Il fiume era originariamente un affluente dell'IJ e corre per 10 km lungo la municipalità di Zaanstad a nord di Amsterdam, da West-Knollendam nel nord fino a Zaandam nel sud, dove sfocia.
Diverse città lungo il fiume hanno il nome del fiume; ad esempio Koog aan de Zaan, Westzaan, Oostzaan, Zaandijk e Zaandam. Il fiume scorre anche attraverso la Zaanse Schans, un villaggio con molti mulini a vento e case del Secolo d'oro olandese. È una delle maggiori attrazioni turistiche in Olanda.

## Il distretto di Zaan
Il nome Zaan si riferisce anche alla zona dove scorre il fiume.
Durante il Secolo d'oro olandese nel XVII secolo, il distretto fu dotato di mulini a vento, che producevano prodotti industriali come l'olio di lino, usato nei colorifici, e prodotti agricoli come semi di mostarda e legno. A metà del secolo, circa 900 mulini potevano essere trovati lungo il fiume e alcuni di questi furono conservati nella Zaanse Schans.
Il distretto continuò a essere pesantemente industrializzato, particolarmente intorno alla città di Zaandam.
Il dialetto parlato nella zona è chiamato Zaans, simile al dialetto frisone occidentale.
Il pittore francese Claude Monet restò a Zaandam nell'estate del 1871 e dipinse una serie di 24 quadri, scrivendo al suo amico Camille Pissarro che "qui c'è da dipingere per tutta la vita" Monet ritornò lungo lo Zaan per dipingere durante i suoi viaggi in Olanda.